# 프랴니크
프랴니크(러시아어: пряник)는 밀가루와 꿀, 향신료를 첨가하여 만든 반죽을 모양내어 구운 쿠키 혹은 빵으로, 전통적이고 인기 있는 러시아의 디저트이다.

## 본문
밀가루와 꿀, 향신료로 만든 달콤한 맛의 쿠키이다. 러시아의 전통적이고 인기 있는 디저트로, 서유럽 전역에서 즐겨 먹는 빵이기도 하다. 폴란드에서는 '피에르니크(Pierniki)'라고 한다. 러시아에서는 일반적인 프랴니크보다 작게 구운 프랴니크를 복수형인 '프랴니키(пряники)'라 부른다. 러시아의 대중 음식이다. 전통적으로 크리스마스 장식으로 사용되며, 다양한 이교도 축제의 장식으로도 활용할 수 있다. 프랴니크는 생일 선물이나 전통 결혼식에서 흔히 볼 수 있고, 커피나 차와 잘 어울린다.

## 역사
기원전 4세기에 만들어진 음식으로 추정되며, 9세기에 러시아 요리에서 처음으로 큰 인기를 얻게 되었다. 본래 호밀가루와 꿀, 베리류의 즙을 첨가하여 만들었는데, 꿀의 함량이 높아서, 9세기에는 단순히 꿀빵이라는 뜻의 '메도비 흘레프(медовый хлеб)'로 알려지기도 하였다. 이때 요리에 첨가되는 향신료들은 중동 및 인도와의 무역이 이루어졌던 12~13세기에 추가된 재료이다. 요리의 명칭은 17세기에 '프랴니크(пряник)'로 변경되었는데, 이는 향신료를 뜻하는 러시아어인 '프랴노스티(пряность)'에서 파생되었다.

## 종류
- 툴라 프랴니크
- 토룬 프랴니크

## 같이 보기
- 진저브레드
- 레프쿠헨